# منچستر، میشیگان
منچستر (به انگلیسی: Manchester Township) یک منطقهٔ مسکونی در ایالات متحده آمریکا است که در شهرستان وشتناو واقع شده‌است.
 منچستر ۱۰۰٫۴ کیلومتر مربع مساحت و ۴٬۵۶۹ نفر جمعیت دارد و ۲۹۸ متر بالاتر از سطح دریا واقع شده‌است.